# Ramon Muller
Ramon Muller (16. april 1935 - 12. oktober 1986) var en argentinsk fodboldspiller (angriber) og -træner, far til Oscar Muller.
Muller spillede størstedelen af sin karriere i Frankrig, hvor han blandt andet repræsenterede Nantes, Strasbourg og Boulogne. Han vandt det franske mesterskab med Nantes i både 1965 og 1966.
Under sit ophold hos Boulogne fungerede Muller også kortvarigt som holdets træner.

## Titler
Ligue 1
- 1965 og 1966 med Nantes